# Челлен, Рудольф
Юхан Рудо́льф Челле́н (швед. Johan Rudolf Kjellén; 13 июня 1864, Торсё — 14 ноября 1922, Уппсала) — шведский социолог и политолог, автор термина «геополитика». На научную деятельность Челлена огромное влияние оказали работы немецкого теоретика и пионера «политической географии» Фридриха Ратцеля. Челлен, наряду с Ратцелем, фон Гумбольдтом и Риттером являются признанными отцами немецкой классической школы геополитики.
Взгляды Челлена изложены им в работах «Введение в географию Швеции» (1900) и «Государство как форма жизни» (1916), где впервые упоминается понятие геополитики. С точки зрения Челлена, существует три основных фактора, влияющих на положение государства с точки зрения геополитики: расширение, территориальная монолитность, свобода передвижения. Многие идеи Рудольфа Челлена перенял генерал Карл Хаусхофер. Некоторые понятия просматриваются в книге Адольфа Гитлера «Майн кампф».

### На русском языке

#### Книги
- Челлен Р. Государство как форма жизни / пер. со швед. М. А. Исаева. — М.: Российская политическая энциклопедия (РОССПЭН), 2008. — 319 с. — (История политической мысли). — ISBN 978-5-8243-0947-8.

#### Статьи
- Челлен Р. О политической науке, её соотношении с другими отраслями знания и об изучении политического пространства // Полис. Политические исследования : журнал  / пер. со швед. М. А. Исаева. — 2005. — С. 115—126. — ISSN 0321-2017.